# Canale (piève)
Pour les articles homonymes, voir Canale.
Canale (en corse : Canale [kaˈnaːlɛ]) ou Pietralba est une ancienne piève de Corse. Située dans le nord de l'île, elle relevait de la province de Bastia sur le plan civil et du diocèse de Mariana sur le plan religieux.

## Géographie

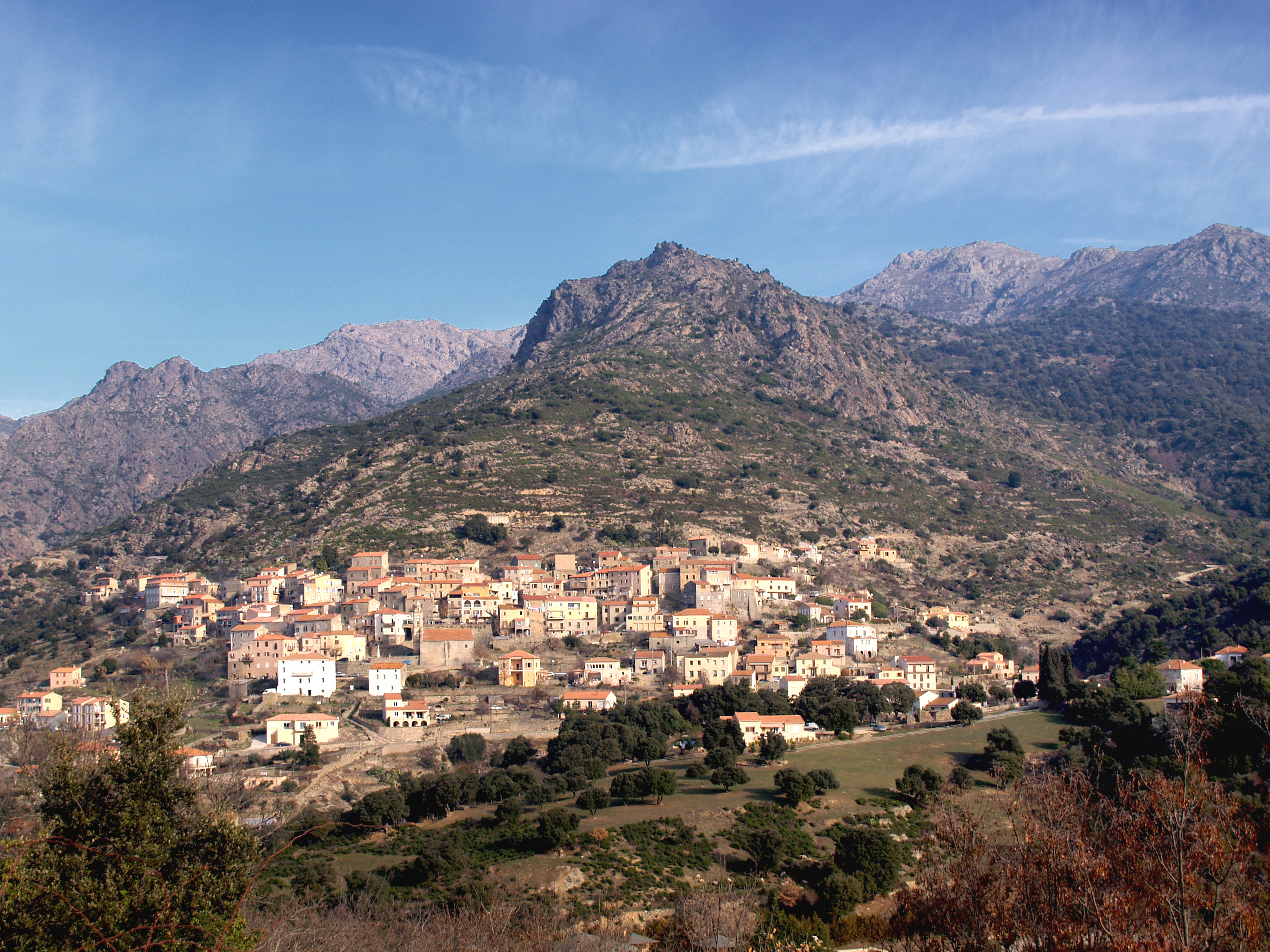
Vue de Pietralba.

La piève de Canale était située à l'extrémité nord-occidentale de la province de Bastia. Elle était limitrophe de la province de Balagne (piève d'Ostriconi) à l'ouest et de la province du Nebbio à l'est (pièves de Santo Pietro et San Quilico).
Elle comprend les communes actuelles de :
- Urtaca ;
- Lama ;
- Pietralba.

Elle couvre un couloir dépressionnaire s'étendant sur toute la rive droite et la haute vallée de l'Ostriconi, fleuve qui prend sa source sur les hauteurs du village de Pietralba et arrose successivement les communes de Pietralba, Lama, Urtaca, Novella et Palasca. Le nom de Canale est encore usité de nos jours pour définir la vallée de l'Ostriconi reliant la Balagne au centre de l'île.

« Canale est, comme Costera, une dénomination tout à fait locale ; elle s'applique aux territoires des communes de Pietralba, Urtaca, Novella et Lama, mais l'ancienne piève de Petralba est devenue piève de Canale »

— Bulletin de la société des sciences historiques et naturelles de la Corse – Février 1882 – 14e fascicule Bastia imprimerie et librairie Vve Ollagnier 1882 p. 392
La piève de Canale avait pour pièves limitrophes sont :
Le contraste climatique est sévère entre le littoral sec et venteux, aux écarts de températures modérés, et la vallée du Golo aux écarts thermiques très élevés.
Le relief présente un couvert végétal qui a visiblement souffert de nombreux incendies. Il n'y a pas de forêts. La majeure partie de la vallée revêt un maquis traditionnel (composé majoritairement de cistes, lentisques, arbousiers et myrte), au milieu duquel ont repoussé des oliviers sauvages et de menus chênes verts. Les genêts jaunissent la vallée à leur floraison. Aux abords de l'Ostriconi, les oliviers ont été épargnés. Dans le haut de la vallée, à l'approche du col de Sainte-Marie (Pietralba  - 472 m) où passe la Balanina, les bosquets de chênes verts et de frênes sont plus nombreux, colorant le paysage de leurs fleurs au printemps et de leur feuillage à l'automne.
Les 3 communes de la piève de Canale : Urtaca, Lama et Pietralba, ont une superficie de 90,17 km2. Elles étaient autrefois desservies par l'unique et étroite route D8 qui les reliait à l'ancienne RN 197. Une route nouvelle appelée Balanina les traverse aujourd'hui, longeant le petit fleuve côtier Ostriconi jusqu'à la mer. Elle désenclave la Balagne en raccourcissant le trajet entre Ponte-Leccia (Morosaglia) et L'Île-Rousse en temps et distance.
Les trois villages d'Urtaca, de Lama et de Pietralba sont alignés au-dessus de la rive droite de l'Ostriconi, reliés par l'étroite et sinueuse route D8. Ils sont bâtis à une altitude moyenne comprise entre 400 et 500 mètres, à l'ubac du massif du Tenda.
Ce territoire se présente sous la forme d'un entonnoir ouvert au nord-ouest en direction de l'anse de Peraiola (Palasca) sur la mer Méditerranée, et terminé au sud-est par le col de Pietralba. La dépression qui se prolonge au sud par la vallée du Golo, sépare la Corse schisteuse au Nord-est, de la Corse granitique au Sud-est. Il comprend la rive droite et la partie haute du bassin versant de l'Ostriconi, depuis sa source à 1 050 m sur les pentes du Monte Reghia di Pozzo (Pietralba), jusqu'à proximité du littoral.

### Accès routiers
Au début des années 1980, une voie nouvelle a été créée, empruntant la vallée de l'Ostriconi, là où n'existaient que deux seules routes longues à parcourir, reliant la Balagne au centre de l'île : la RN 197, passant par le col de San Colombano (692 m) parfois difficile à franchir en période hivernale, et la sinueuse D8 qui relient les villages de Pietralba, Lama et Urtaca est restée en l'état avec une chaussée étroite sans enrobé.
Plus communément appelée Balanina, la nouvelle route, voie rapide calibrée aux normes européennes actuelles, porte le nom de RN 1197. Elle Raccourcit considérablement le trajet en distance et en temps ; elle a facilité l'accès la Balagne depuis le reste de l'île.

## Histoire
Au Moyen Âge, la pieve de Petralba relevait religieusement de l'évêché du Nebbio. La communauté de U Tetu en était le centre. Pietralba fut dès l'origine un point stratégique qui défendait le passage oriental du Canale et de la Balagne.
Petralba ainsi qu'Ostricone étaient rattachées au diocèse de Mariana et Accia qui comptait 18 pievi en 1788. On voit ainsi que les limites de la pieve civile ne coïncident pas toujours avec celles de la pieve religieuse.
« Il Uescouo di Accia, e Mariana hà nella sua diocesi 92 Parocchie.13 di queste sono nella Balagna, cioè quella di Nouella S.Martino, quelle di Palasca, Ortaca, Lama, Petralba, Belgodere, S.Bartolomeo di Occhiatana, Costa, SS Simone, e Giuda delle Uilla : S.Maria di Speloncato Collegiata, olim detta S.Michele, S.Cattarina altra Parochia di detto luogo, con un Conuento di Capuccini, S.Pietro di Nessia, con le Parochie di Feliceto, e Muro ».
Vers 1520 la pieve comportait les lieux habités suivants :
- lo Pedano, un ancien village aujourd'hui hameau Pedano de Pietralba. (En 1760, Pedano fusionne avec U Tetu pour former l'actuel village de Pietralba).
- lo Teto, U Tetu autrefois village
- le Casenove, Case Nove ancien village ruiné, avait la chapelle Santa Lucia restaurée dans les années 1970
- l’Ulmesana, Castellu di Lumisgiana, château aujourd'hui ruiné, situé sur un éperon rocheux à 620 m d'altitude à l'E-ES de la chapelle Santa Maria Assunta, à 600 m « à vol d'oiseau » de celle-ci.
- Carozica

Au début du XVIIIe siècle, Petralba était une pieve qui relevait de la juridiction de Bastia, en limite de la pieve d'Ostricone qui relevait de la juridiction d'Algajola et Calvi.
« Le Uille di Caccia sono : Piazza, Petrera, Casesoprane, Castifalo, Moltifalo, Asco, Canouaggie, Coste, Borgo, Torre, e Carpeneti. Quelle di Petralba sono Petralba, Tetto, Casenoue, Lama et Ortaca … ».
Au début du XVIIIe siècle, avant les événements qui, dès 1729, agitèrent cette région pendant la grande révolte des Corses contre Gênes, l’abbé Francesco Maria Accinelli à qui Gênes avait demandé d'établir à des fins militaires une estimation des populations à partir des registres paroissiaux, avait rapporté (texte en italien) : « Giudisditione della Bastia : VI. Pieue di Petralba : Petralba, e Tetto 323. Lama 190. Ortaca 89 ». Selon ses estimations, la pieve de Petralba (di quà da monti) comptait 602 habitants ; et selon le capitaine allemand Woght, la pieve de Canale comptait 150 hommes susceptibles de porter les armes. Et Accinelli de préciser : « La pieue col nome di Canale comprende Ostriconi, e Petralba ».
En 1769, la Corse passe sous l'administration militaire française. Ostricone et Petralba forment la nouvelle pieve de Canale, qui, en 1790, devient le canton de Lama.

## Église Santa Maria Assunta

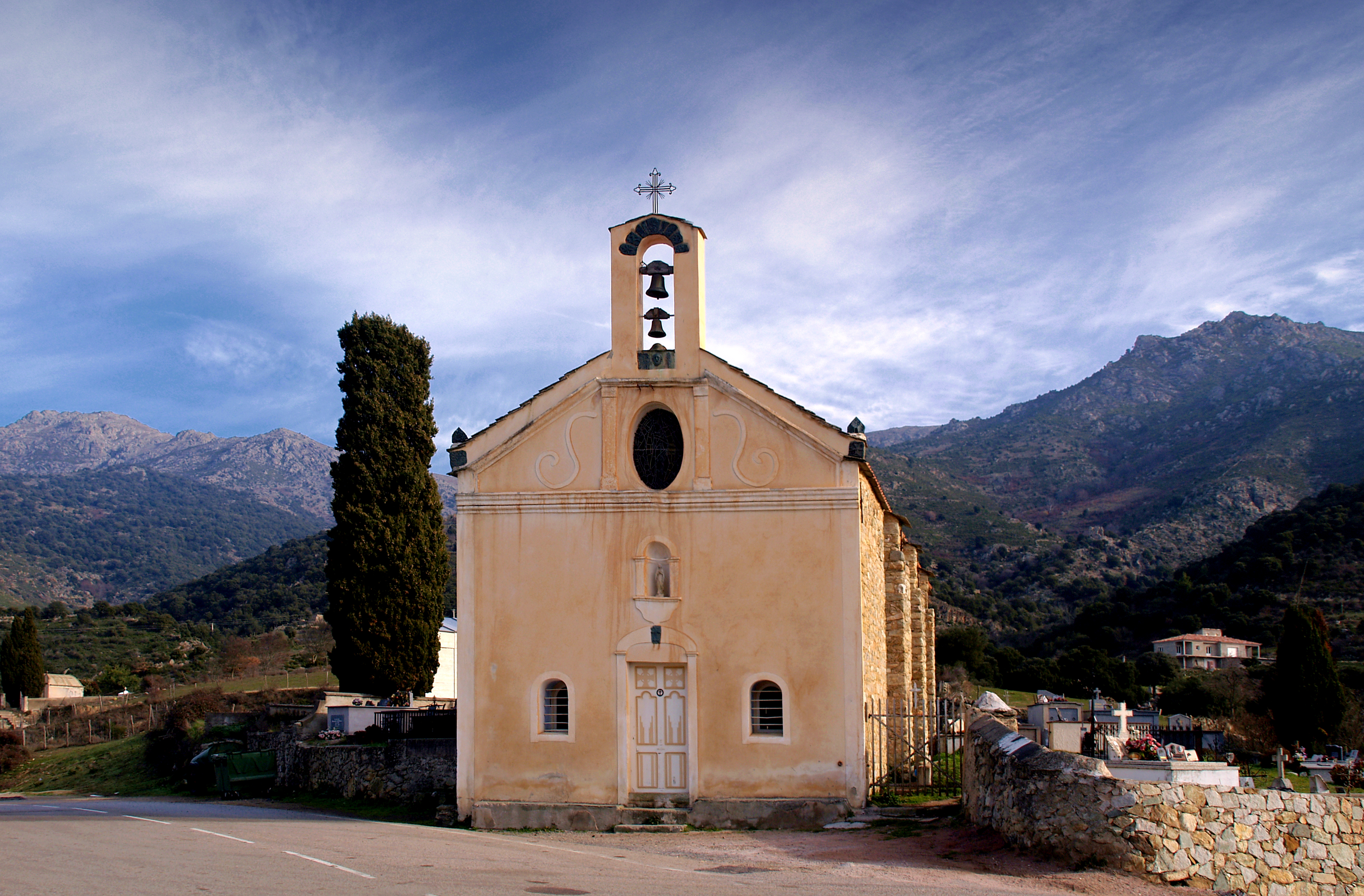
Santa Maria Assunta

La chapelle Santa Maria Assunta, reconstruite sur l'emplacement d'une précédente église, pourrait être l'église piévane d'autrefois, datée du Xe siècle. Remaniée, son campanile présente certaines pierres de réemploi en schiste vert sculptées (tête humaine, silhouettes d'oiseaux et de quadrupèdes) datant de l’époque préromane.
Elle est située au col du même nom, à la jonction des routes Balanina, D8 qui permet de rejoindre la RN 197 et D138 qui mène à Pedano.

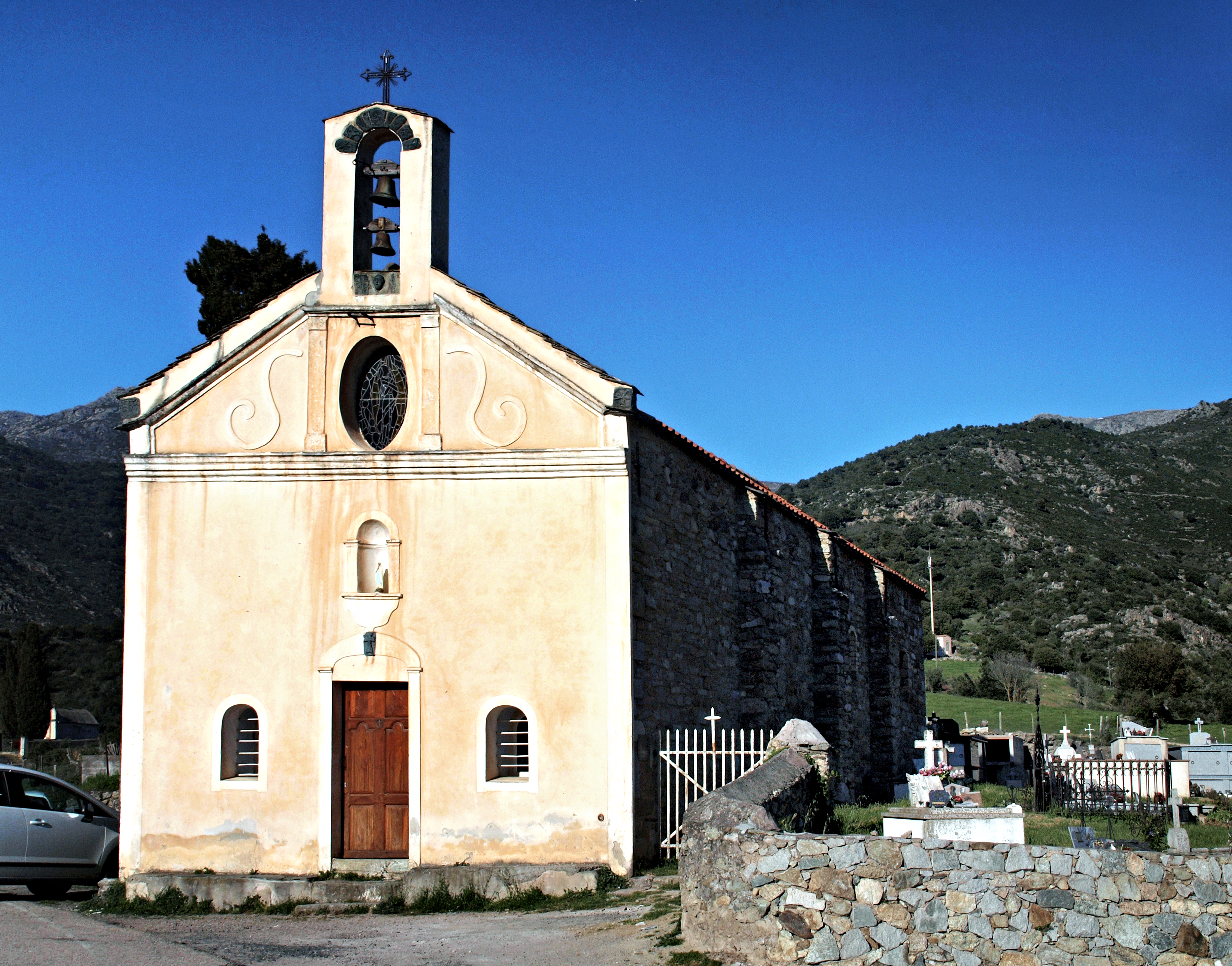
Façade antérieure
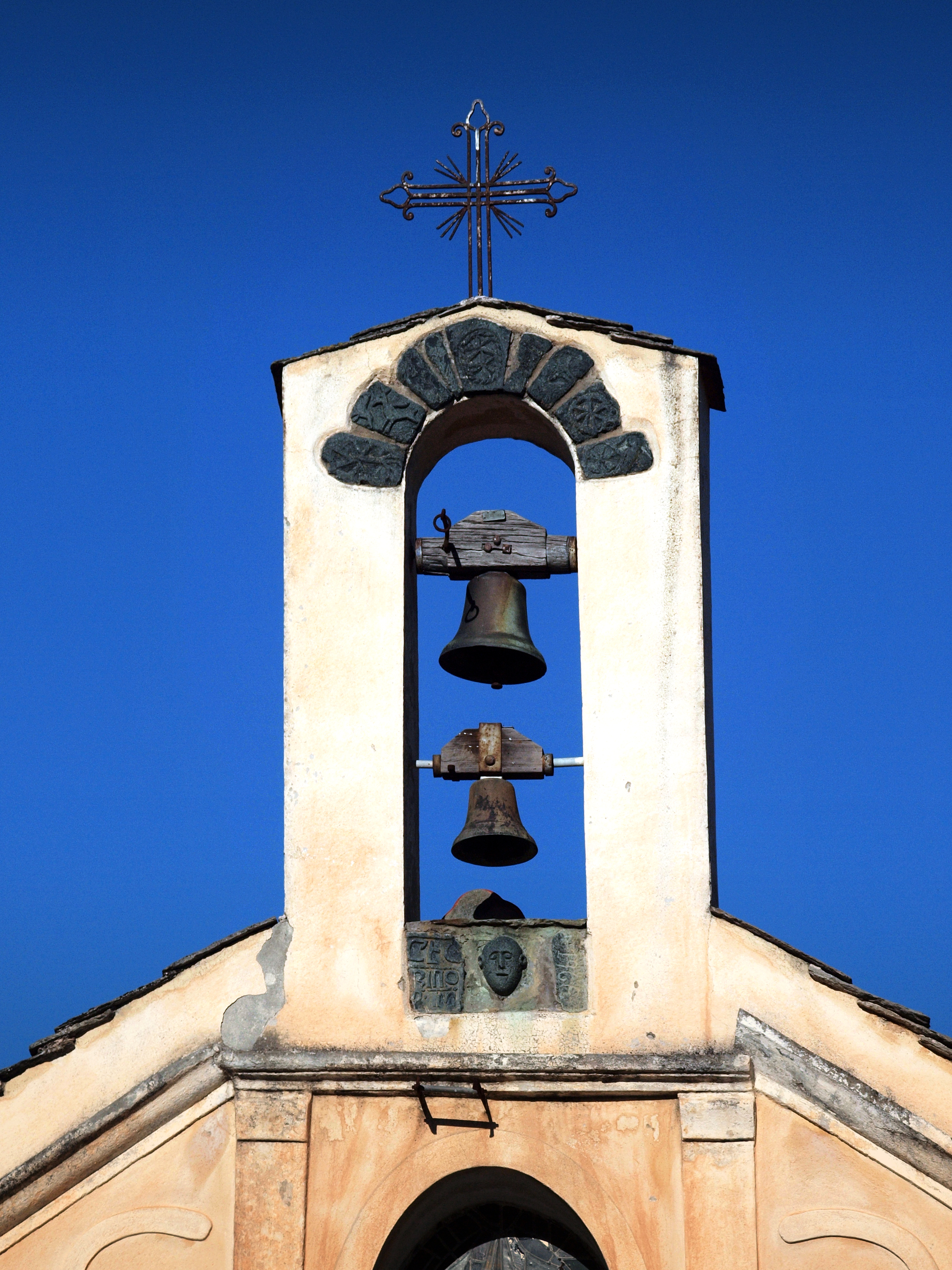
Clocher
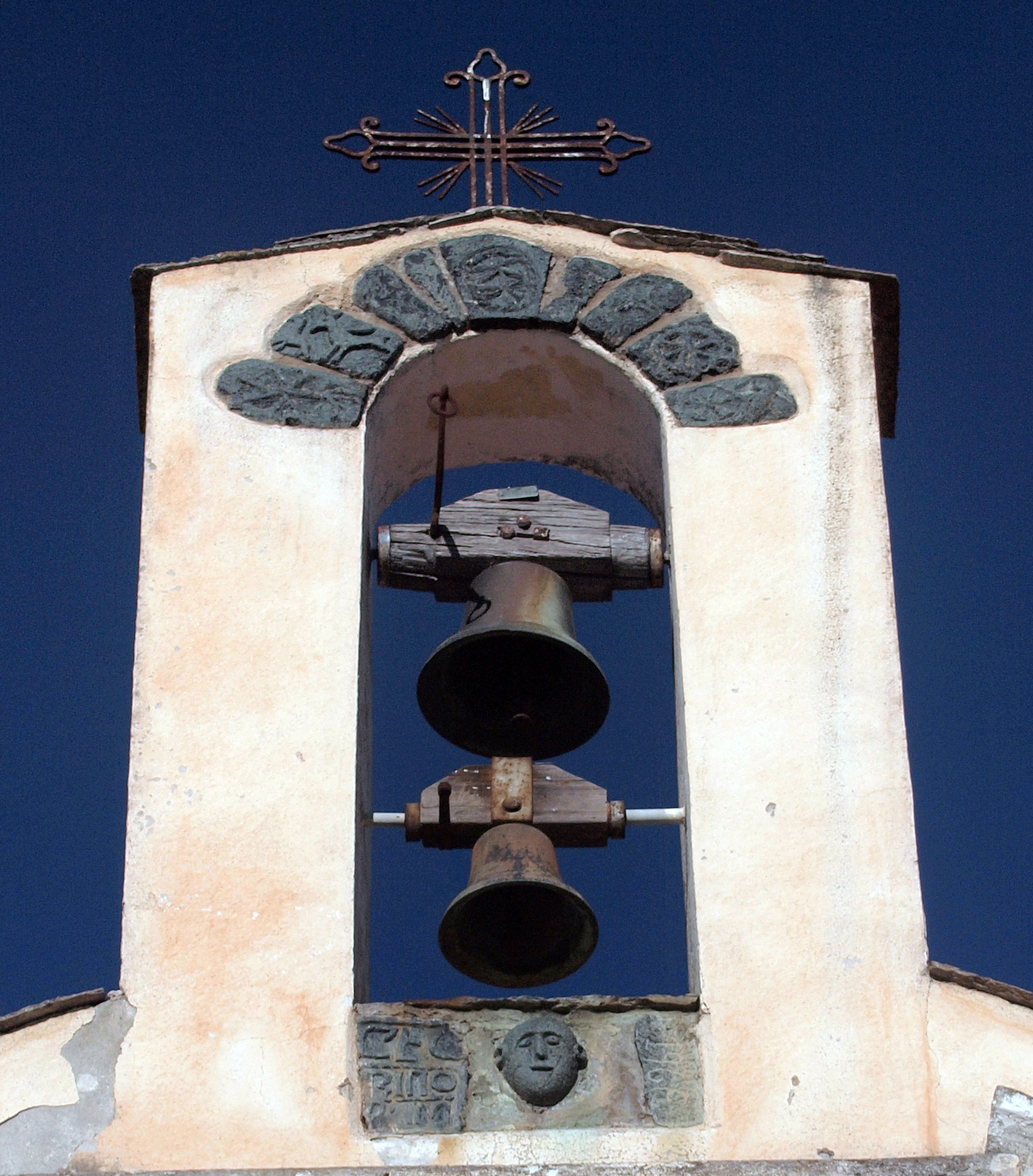
Motifs du clocher
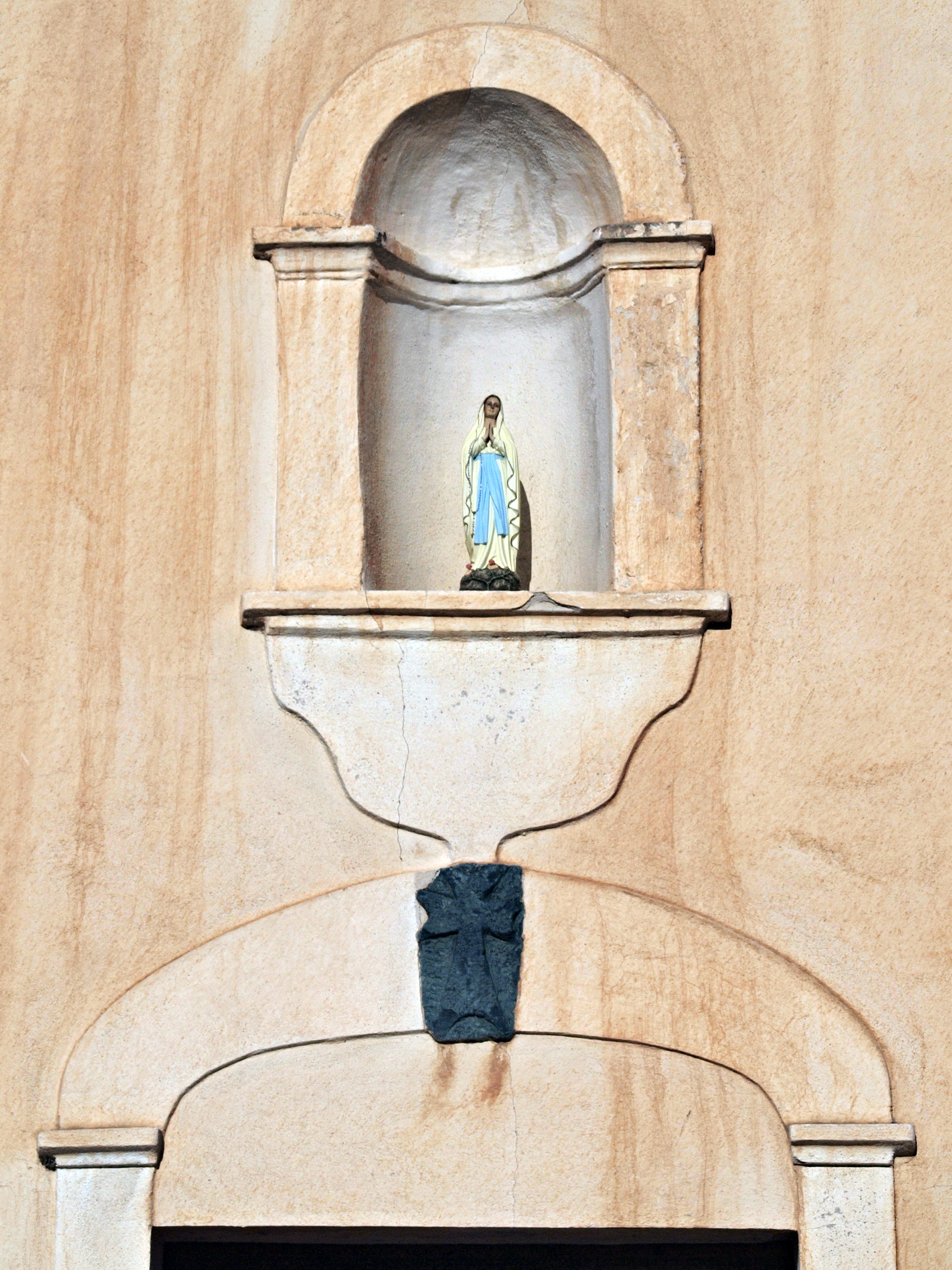
Motif et niche au-dessus de la porte d'entrée